# 게스트하우스 (영화)
"게스트하우스"는 2018년에 개봉한 대한민국의 영화이다.

## 캐스팅
- 김성제 : 정우 역
- 치순 : 히로코 역
- 김강현 : 강현 역
- 백선우 : 선우 역
- 서은채 : 주연 역
- 정다원 : 정 피디 역
- 다케다 히로미츠 : 스즈키 역
- 정두원 : 카메라맨 역
- 하야타 : 류세이 히데 역
- 박신우 : 신우 역
- 정민결 : 슬기 역
- 이규회 : 감독 역
- 곽민석 : 조감독 역
- 김홍택 : 할머니집 아저씨 역
- 송영훈 : 남자단원 1 역
- 한일규 : 남자단원 2 역
- 배소현 : 여자단원 1 역
- 이성순 : 여자단원 2 역
- 장웅 : 바닷가남자 역
- 박진수 : 바닷가여자 역
- 오오야마 : 에리노 히데부인 역
- 이수하 : 은정 역

## 같이 보기
- 2018년 대한민국의 영화 목록